# テレビの殿堂
テレビジョン・アカデミーの殿堂(Television Academy Hall of Fame)、通称テレビの殿堂(Television Hall of Fame)は、アメリカ合衆国のテレビ芸術科学アカデミー(ATAS)が、アメリカ合衆国のテレビ業界に著しい貢献をした個人を顕彰するために設置した殿堂である。

## 概要
同アカデミーの会長だったジョン・M・ミッチェル（1921年 - 1988年）が1984年に創設した。この殿堂は、選考委員会によれば、「テレビの芸術・科学・経営の分野で、累積的な貢献や業績、あるいは特異な貢献や業績のいずれかに基づいて、傑出した貢献をした人物」が殿堂入りとして選出される。ミッチェルは1988年1月に亡くなるまで、殿堂の委員長を務めた。その後、エドガー・シェリックが後を継ぎ、さらにノーマン・リアに引き継がれた。
1984年の第1回式典では、ルシル・ボール、ミルトン・バール、パディ・チャイエフスキー、ノーマン・リア、エドワード・R・マロー、ウィリアム・S・ペイリー、デイヴィッド・サーノフの各氏が表彰された。授賞式では、2人のバレエダンサーをかたどったガラスの像が、受賞者に贈られた。この像は、彫刻家・画家のパスカル(Pascal)が制作したもので、芸術のあらゆる分野で必要とされる自己鍛錬を表現したものである。1988年からは、クリスタル製のテレビ画面をブロンズ製の台座に載せたものが贈られている。これは、アートディレクターのロマン・ジョンストンがデザインしたものである。
授賞式は毎年行われるわけではない。通常、一度に5人以上の殿堂入りが発表される。基本的には個人またはペアで殿堂入りしているが、1990年にはシットコム・ドラマ『アイ・ラブ・ルーシー』シリーズ、2017年には『サタデー・ナイト・ライブ』のオリジナルキャスト全員が殿堂入りした。
2016年、四大放送ネットワーク（ABC、CBS、FOX、NBC）に対し"Hall of Fame Cornerstone"（殿堂の礎石）賞が贈られた。
1991年に殿堂入りしたビル・コスビーは、2018年に発覚した性的暴行の疑いにより殿堂入りが取り消された。

## 殿堂入りした人物
第1回選出（1984年）
- ルシル・ボール
- ミルトン・バール
- パディ・チャイエフスキー
- ノーマン・リア（英語版）
- エドワード・R・マロー
- ウィリアム・S・ペイリー（英語版）
- デイヴィッド・サーノフ

第2回選出（1985年）
- キャロル・バーネット
- シド・シーザー
- ウォルター・クロンカイト
- ジョイス・ホール（英語版）
- ロッド・サーリング
- エド・サリヴァン
- シルヴェスター・ウィーバー

第3回選出（1986年）
- スティーブ・アレン（英語版）
- フレッド・コー（英語版）
- ウォルト・ディズニー
- ジャッキー・グリーソン
- メアリー・タイラー・ムーア
- フランク・スタントン
- バー・ティルストローム（英語版）

第4回選出（1987年）
- ジョニー・カーソン
- ジャック＝イヴ・クストー
- レオナルド・ゴールデンソン（英語版）
- ジム・ヘンソン
- ボブ・ホープ
- アーニー・コバックス（英語版）
- エリック・セヴァライド

第5回選出（1988年）
- ジャック・ベニー
- ジョージ・バーンズとグレイシー・アレン（英語版）
- チェット・ハントリー（英語版）とデイヴィッド・ブリンクリー（英語版）
- レッド・スケルトン
- デイビット・サスキンド（英語版）
- デヴィッド・L・ウォルパー（英語版）

第6回選出（1989年）
- ルーン・アーリッジ（英語版）
- フレッド・アステア
- ペリー・コモ
- ジョーン・ガンツ・クーニー
- ドン・ヒューイット
- キャロル・オコナー
- バーバラ・ウォルターズ

第7回選出（1990年）
- デジ・アーナズ
- レナード・バーンスタイン
- ジェームズ・ガーナー
- 『アイ・ラブ・ルーシー』
- ダニー・トーマス
- マイク・ウォレス

第8回選出（1991年）
- ビル・コスビー（2018年に取り消し[4]）
- アンディ・グリフィス
- テッド・コッペル（英語版）
- シェルドン・レナード
- ダイナ・ショア
- テッド・ターナー

第9回選出（1992年）
- ジョン・チャンセラー（英語版）
- ディック・クラーク
- フィル・ドナヒュー（英語版）
- マーク・グッドソン（英語版）
- ボブ・ニューハート
- アグネス・ニクソン（英語版）
- ジャック・ウェッブ（英語版）

第10回選出（1993年）
- アラン・アルダ
- ハワード・コセル（英語版）
- バリー・ディラー
- フレッド・W・フレンドリー（英語版）
- ウィリアム・ハンナとジョセフ・バーベラ
- オプラ・ウィンフリー

第11回選出（1995年）
- マイケル・ランドン
- リチャード・レヴィンソン（英語版）とウィリアム・リンク（英語版）
- ジム・マッケイ（英語版）
- ビル・モイヤーズ（英語版）
- ディック・ヴァン・ダイク
- ベティ・ホワイト

第12回選出（1996年）
- エドワード・アズナー
- スティーヴン・ボチコー（英語版）
- マーシー・カーシー（英語版）とトム・ワーナー（英語版）
- チャールズ・クラルト（英語版）
- アンジェラ・ランズベリー
- アーロン・スペリング
- ルー・ワッサーマン

第13回選出（1997年）
- ジェームズ・L・ブルックス
- ゲイリー・マーシャル
- クイン・マーチン（英語版）
- ダイアン・ソイヤー
- グラント・ティンカー（英語版）

第14回選出（1999年）
- ハーバート・ブロドキン（英語版）
- ロバート・マクニール（英語版）とジム・レーラー
- ローン・マイケルズ
- カール・ライナー
- フレッド・ロジャース
- フレッド・シルバーマン
- エセル・ウィナント（英語版）

第15回選出（2002年）
- ティム・コンウェイとハーヴェイ・コーマン
- ジョン・フランケンハイマー
- ボブ・マッキー（英語版）
- ジーン・ステイプルトン
- バッド・ヨーキン

第16回選出（2004年）
- ボブ・バーカー
- チャールズ・キャップルマン[7]
- アート・カーニー
- ケイティ・クーリック
- ダン・ラザー
- ブランドン・タルティコフ

第17回選出（2006年）
- トム・ブロコウ
- ジェームズ・バロウズ（英語版）
- レナード・ゴールドバーグ（英語版）
- レジス・フィルビン
- ウィリアム・シャトナー

第18回選出（2008年）
- ビアトリス・アーサー
- ダニエル・バーク（英語版）
- ラリー・ゲルバート（英語版）
- マーヴ・グリフィン
- トーマス・マーフィー（英語版）
- シャーウッド・シュワルツ（英語版）

第19回選出（2010年）
- キャンディス・バーゲン
- チャールズ・リザンビー（英語版）
- ドン・パルド（英語版）
- ジーン・ロッデンベリー
- スマザーズ・ブラザーズ（英語版）
- ボブ・スチュワート（英語版）

第20回選出（2011年）
- ダイアン・キャロル（英語版）
- トム・フレストン（英語版）
- アール・ハーゲン（英語版）
- スーザン・ハリス（英語版）
- ピーター・ジェニングス
- クロリス・リーチマン
- ビル・トッドマン（英語版）

第21回選出（2012年）
- メアリー・エリス・ブニム（英語版）とジョナサン・マレー（英語版）
- マイケル・アイズナー
- シャーマン・ヘンズリー
- ビル・クラーゲス（照明デザイナー）[8]
- ドン・フランシスコ（英語版）
- ヴィヴィアン・ヴァンスとウィリアム・フローリイ（英語版）

第22回選出（2013年）
- フィロ・ファーンズワース
- ロン・ハワード
- アル・マイケルズ
- レスリー・ムーンヴズ（英語版）
- ボブ・シーファー
- ディック・ウルフ

第23回選出（2014年）
- レイ・ドルビー
- デビッド・E・ケリー
- ジェイ・レノ
- ジュリア・ルイス＝ドレイファス
- ルパート・マードック
- ブランドン・ストッダード（英語版）

殿堂の礎石（2016年）
- ABC
- CBS
- FOX
- NBC

第24回選出（2017年）
- 『サタデー・ナイト・ライブ』のオリジナルキャスト: ダン・エイクロイド、ジョン・ベルーシ、チェビー・チェイス、ジェーン・カーティン、ギャレット・モリス（英語版）、ラレイン・ニューマン、ギルダ・ラドナー（英語版）
- ロイ・クリストファー（英語版）[11]
- ションダ・ライムズ
- ジョーン・リバーズ
- ジョン・ウェルズ

第25回選出（2020年）
- ボブ・アイガー
- ジェラルディン・レイボーン（英語版）
- セス・マクファーレン
- ジェイ・サンドリッチ（英語版）
- シシリー・タイソン

第26回選出（2022年）
- デビー・アレン（英語版）
- ケン・バーンズ
- ボブ・デイリー（英語版）
- ロバート・L・ジョンソン（英語版）
- リタ・モレノ
- ドナルド・A・モーガン, ASC